# Kevin Dineen
Kevin William Dineen (* 28. Oktober 1963 in Québec City, Québec) ist ein ehemaliger kanadischer Eishockeyspieler und derzeitiger -trainer. Der rechte Flügelstürmer bestritt zwischen 1984 und 2003 über 1200 Spiele für die Hartford Whalers, Philadelphia Flyers, Carolina Hurricanes, Ottawa Senators und Columbus Blue Jackets in der National Hockey League. Darüber hinaus vertrat er die kanadische Nationalmannschaft bei mehreren internationalen Turnieren und gewann mit ihr unter anderem die Goldmedaille beim Canada Cup 1987. Als Trainer betreute Dineen unter anderem die Florida Panthers aus der NHL und führte die kanadische Nationalmannschaft der Frauen zu olympischem Gold bei den Winterspielen 2014. Seit August 2021 ist er als Cheftrainer der Utica Comets in der American Hockey League tätig.

## Karriere
Während seiner Juniorenzeit studierte Dineen an der University of Denver und spielte für deren Eishockeyteam. Beim NHL Entry Draft 1982 wählten ihn die Hartford Whalers in der dritten Runde als 56. aus. Vor seinem Wechsel zum Profieishockey spielte er ein Jahr mit der kanadischen Eishockeynationalmannschaft, die zum Ende der Saison an den Olympischen Winterspielen 1984 in Sarajevo teilnahm.
Die Saison 1984/85 begann er in der AHL bei den Binghamton Whalers und machte mit 15 Toren in 25 Spielen auf sich aufmerksam. Bald holten ihn die Whalers nach Hartford, wo er sich auf Anhieb durchsetzen konnte. Die Whalers waren zu dieser Zeit ein sehr junges Team und neben ihm standen mit Ron Francis, Ray Ferraro und Sylvain Turgeon vier Spieler an der Spitze der Scorerliste des Teams in der Saison 1985/86, die nicht älter als 22 Jahre waren. Die jungen Angreifer brachten die Whalers in die Playoffs. Dank guter Leistungen stand er auch bei der Rendez-vous ’87-Serie im Kader der NHL-Auswahl. In den beiden folgenden Jahren spielte er beim NHL All-Star Game.
Nach 16 Spielen in der Saison 1991/92 gaben die Whalers ihn im Tausch für Murray Craven an die Philadelphia Flyers ab. Hier war sein Vater Bill Dineen als Trainer tätig. Ab der Saison 1993/94 war er Mannschaftskapitän im Team um den jungen Star Eric Lindros.
Im Laufe der Saison 1995/96 kehrte er zu den Hartford Whalers zurück und wurde als Führungsspieler auch bald zum Mannschaftskapitän. Mit den Whalers zog er dann 1997 um und spielte noch zwei Spielzeiten für die Carolina Hurricanes.
Als Free Agent kam er zur Saison 1999/2000 zu den Ottawa Senators. Da diese ihn nach Saisonende für den NHL Expansion Draft 2000 nicht schützten, nutzten die Columbus Blue Jackets die Chance und verpflichteten den Routinier. Als ältester Spieler im Kader des neuen Teams bestritt er noch zwei Spielzeiten. Auch zu Beginn der Saison 2002/03 stand er noch im Kader, doch nach vier Spielen erklärte er seinen Rücktritt.
Auch seine beiden Brüder Gord und Peter spielten in der NHL.
Von 2005 bis 2011 trainierte er die Portland Pirates in der AHL. Wie schon 1985 und 1986 sein Vater, gewann Kevin Dineen 2006 den Louis A. R. Pieri Memorial Award als bester Trainer der Liga. Am 1. Juni 2011 wurde der Kanadier als Cheftrainer der Florida Panthers vorgestellt. Er wurde im November 2013 nach einem anhaltenden Abwärtstrend entlassen und durch die Interimslösung Peter Horachek ersetzt.
Mit der kanadischen Frauen-Nationalmannschaft gewann er die Goldmedaille bei den Olympischen Winterspielen 2014. Im Juli 2014 wurde er dann von den Chicago Blackhawks als neuer Assistenztrainer vorgestellt. Mit den Blackhawks gewann er in den Playoffs 2015 den Stanley Cup, bevor er im November 2018 samt Cheftrainer Joel Quenneville entlassen wurde. 
Am 15. Juli 2019 wurde Dineen als neuer Cheftrainer der San Diego Gulls – dem AHL-Farmteam der Anaheim Ducks – vorgestellt. Diese Funktion hatte er zwei Jahre inne, ehe er im August 2021 in gleicher Funktion zu den Utica Comets wechselte.

## Erfolge und Auszeichnungen

### Als Spieler
- 1987 Teilnahme am Rendez-vous ’87
- 1988 Teilnahme am NHL All-Star Game
- 1989 Teilnahme am NHL All-Star Game
- 1991 Budweiser NHL Man of the Year Award

#### International
- 1985 Silbermedaille bei der Weltmeisterschaft
- 1987 Goldmedaille beim Canada Cup
- 1989 Silbermedaille bei der Weltmeisterschaft

### Als Trainer
- 2006 Louis A. R. Pieri Memorial Award
- 2014 Goldmedaille bei den Olympischen Winterspielen
- 2014 Bronzemedaille bei der U18-Junioren-Weltmeisterschaft
- 2015 Stanley-Cup-Gewinn mit den Chicago Blackhawks (als Assistenztrainer)

## Karrierestatistik

### International
| Vertrat Kanada bei: - Olympischen Winterspielen 1984 - Weltmeisterschaft 1985 - Weltmeisterschaft 1987 | - Canada Cup 1987 - Weltmeisterschaft 1989 - Weltmeisterschaft 1993 | Vertrat National Hockey League bei: - Rendez-vous ’87 |

(Legende zur Spielerstatistik: Sp oder GP = absolvierte Spiele; T oder G = erzielte Tore; V oder A = erzielte Assists; Pkt oder Pts = erzielte Scorerpunkte; SM oder PIM = erhaltene Strafminuten; +/− = Plus/Minus-Bilanz; PP = erzielte Überzahltore; SH = erzielte Unterzahltore; GW = erzielte Siegtore; 1 Play-downs/Relegation; Kursiv: Statistik nicht vollständig)

### NHL-Trainerstatistik
(Legende zur Trainerstatistik: Sp oder GC = Spiele insgesamt; W oder S = erzielte Siege; L oder N = erzielte Niederlagen; T oder U = erzielte Unentschieden; OTL oder OTN = erzielte Niederlagen nach Overtime oder Shootout; Pts oder Pkt = erzielte Punkte; Pts% oder Pkt% = Punktquote; Win% = Siegquote; Resultat = erreichte Runde in den Play-offs)